# Viðareiðistunnilin
De Tunnel van Viðareiði (Faeröers: Viðareiðistunnilin) is een verkeerstunnel op de Faeröer, een eilandengroep die een autonoom gebied vormt binnen het Deense Koninkrijk. De tunnel verbindt het dorp Viðareiði met de rest van de eilandengroep. 
De tunnel loopt door het binnenland van het eiland Viðoy, onder bergtoppen van ruim 500 meter door. De tunnel werd geopend in 2016 en verving een smalle kustweg die vaak te kampen had met lawines en modderstromen. 